# 新井の石舟古墳
新井の石舟古墳（にいのいしぶねこふん）は鳥取市国府町新井に存在する円墳。「石舟古墳」とも言われる。

## 概要
新井の石舟古墳は直径10メートルほどの小規模な円墳で築造年代は6世紀末から7世紀前半と推定される。横穴式石室が存在し、玄室には凝灰岩で造られた家形石棺が安置されている。石棺は縦1.5メートル、横1メートル、深さは55センチメートルあり、古くから「石舟」の名で呼ばれていた。付近一帯には平家の落人伝説が伝えられており、その関係からかこの古墳を二位尼の墓とする伝承が存在する。江戸時代には「泉塚」とも呼ばれ、付近にある岡益の石堂と共に信仰の対象となった。また、石舟内に溜まった泥水の量によって米の豊作・不作が決まるといわれるほか、水をかき乱すと100日間、雨が続くという伝承が存在する。現在においても付近の住民の方によって大切に祀られている。
東南に約7メートル、西南に約7メートルの位置には陪塚と思われる古墳が、それぞれ1基ずつ残っている。数十年前までは玄室内に入れたというが、現在では両方とも崩れている。1983年、国府町指定史跡（当時）に指定、切石造りの家型石棺は因幡国一帯に見られるもので学術的に貴重なものである。

## アクセス
- JR西日本・鳥取駅より車で30分、鳥取駅前のバスターミナルよりバスあり（日ノ丸バス、中河原方面行き・新井入口下車）。